# Тяжёлый колос (фильм)
Тяжёлый колос — советский художественный фильм 1969 года режиссёра Владимира Денисенко, снятый по его же сценарию на киностудии им. А. Довженко.
Премьера фильма состоялась в июле 1970 года.  В СССР фильм посмотрели 4 300 000 зрителей.

## Сюжет
Фильм повествует о жизни советской деревни 1960-х годов, о реформировании сельскохозяйственной науки, о преобразовании природы и использовании земли и её богатств.
Молодой талантливый учёный-селекционер Павел Заречный, страстно преданный своему делу, встречается на республиканской сельскохозяйственной выставке в Киеве с Тимофеем Хижняком, директором научно-испытательской станции, для которого достижение личных благ – цель жизни. В фильме рассказывается об учёном Дьяченко, который завидует Павлу и его успехам, и забывает о порядочности и чести..
Конфликт интересов – в центре сюжета фильма.

## В ролях
- Ла́ймонас Норе́йка — Павел Заречный
- Наталия Наум – Варвара Заречная
- Ада Роговцева – Дарья
- Галина Довгозвяга
- Николай Козленко – Степан Билык
- Нина Реус – Таня
- Константин Степанков – Дьяченко
- Даниил Ильченко – Головатый
- Галина Нехаевская – официантк
- Виктор Мирошниченко – Стороженко
- Алексей Сапсай – Тимофей Хижняк
- Елизавета Слуцкая
- Анатолий Соколовский – Олекса
- Василий Богоста — эпизод
- Николай Олейник – эпизод